# Пенкігні (затока)
Затока Пенкігні  (чук.: Пэнкэнэй) —  затока Берингового моря на східному узбережжі Чукотського півострова, Російська Федерація. В адміністративному плані затока входить до складу Провіденського району Чукотки.

## Географія
Затока Пенкігні — це фіорд. Внутрішня частина простягається в південно-західному / північно-східному напрямку приблизно на 15 км, а потім вигинається і відкривається на південний схід приблизно на 8 км до гирла. Усередині затоки є дві затоки та прибережна лагуна, оточена косою. Меркінкан і Ачінкінкан - два невеликі острови, розташовані біля входу у фіорд на його північній стороні, а на південній стороні лежить затока Алера, невелика бухта. Постійних поселень у берегів цієї затоки немає.

## Історія
Вперше затока була обстежена, описана і нанесена на карту мічманом Макаром Ратмановим під час Першої Камчатської експедиції восени 1828 року під керівництвом російського мореплавця графа Федора Петровича Літке.
Пізніше в 19 столітті затоку Пенкігні відвідав Адольф Ерік Норденшельд під час своєї експедиції Вега, яка здійснила Північно-Східний прохід. Норденшельд назвав затоку «Коньям-Бей».
|  |  |